# William Spence Robertson
William Spence Robertson (Glasgow, 7 de octubre de 1872-Urbana, 24 de octubre de 1955) fue un historiador estadounidense, profesor de la Universidad de Illinois.
Estudió en las universidades de Wisconsin y Yale. Fue autor de obras como Rise of the Spanish-American Republics as told in the Lives of their Liberators (1918), History of the Latin-American Nations (1923), The Life of Miranda (University of North Carolina Press, 1929), una biografía de Francisco de Miranda, France and Latin-American Independence (Johns Hopkins Press, 1929) o Iturbide of Mexico (Duke University Press, 1952), una biografía de Agustín de Iturbide, entre otras. También fue traductor de la Historia de Argentina de Ricardo Levene, publicada bajo el título A History of Argentina en 1937 por University of North Carolina Press.